# Javier Herreros Gorría
Javier Herreros Gorría (Autol, La Rioja, España, 18 de diciembre de 1984) es un futbolista español. Juega de defensa y ha jugado principalmente en Segunda División B.

## Trayectoria
Debutó en Segunda B con Osasuna Promesas a la edad de 18 años.
En 2006, después de 4 temporadas rescinde el contrato con el equipo pamplonés y firma con el Real Murcia Imperial. Debuta con en Real Murcia en Segunda División y ficha por el Córdoba CF para la categoría de plata. Después juega en UD Melilla, Albacete Balompié, Real Unión Club de Irún, UD Logroñés y CD Izarra de Estella.
Para la temporada 2016/17 firma con la SD Logroñés de la tercera riojana. Y en 2017/18 juega para el CD Anguiano.

## Clubes
| Club              | País   | Año        |
| ----------------- | ------ | ---------- |
| Osasuna B         | España | 2002-2006  |
| CM Peralta        | España | 2006       |
| Real Murcia       | España | 2008-2009  |
| Córdoba CF        | España | 2009-2010  |
| UD Melilla        | España | 2010-2011  |
| Albacete Balompié | España | 2011- 2012 |
| Real Unión        | España | 2012- 2013 |
| UD Logroñés       | España | 2012- 2015 |
| CD Izarra         | España | 2016       |
| SD Logroñés       | España | 2016-2017  |
| CD Anguiano       | España | 2017       |